# António de Saldanha de Albuquerque Castro e Ribafria
António de Saldanha de Albuquerque Castro e Ribafria foi um administrador colonial português que exerceu o cargo de Governador e de Capitão-General na Capitania-Geral do Reino de Angola entre 1709 e 1713, tendo sido antecedido por Lourenço de Almada e sucedido por João Manuel de Noronha.